# Wiley-VCH
A editora Wiley-VCH, localizada na cidade de Weinheim, Alemanha, concentra suas atividades em diferentes áreas das ciências naturais, econômicas e engenharia. Publica material para a comunidade científica, sociedades científicas e também para pesquisadores, práticos (técnicos) e estudantes do mundo todo. As publicações com informações de cunho científico, técnico e econômico aparecem em diferentes formatos, tais como livros, periódicos, bancos de dados, publicações on-line e serviços.

## História e estrutura
Desde sua fundação em 1921, como "Editora Química", a Wiley-VCH tem se dedicado às áreas de química, ciência dos materiais, física, técnica, medicina e ciências biológicas. Desde 1996 a Wiley-VCH faz parte do grupo de editoras mundial John Wiley & Sons, Inc., com sede em Hoboken, Nova Jersey, EUA. Sua atividade principal é focada no ensino, pesquisa acadêmica e desenvolvimento industrial. Desde 2001 publica um programa de livros especializados e de economia na língua alemã e, desde 2005, a versão alemã da famosa série de livros "Para Leigos" (em alemão: Für Dummies; em inglês: For Dummies).
O grupo da Wiley-VCH ainda possui as editoras Ernst & Sohn (engenharia civil e arquitetura), em Berlin, e GIT, em Darmstadt, além da Helvetica Chimica Acta, em Zurique, Suíça.
Através de uma parceria com a Sociedade Alemã de Química (GDCh), publica importantes periódicos da área de química, como Angewandte Chemie e Angewandte Chemie International Edition.

## Autores
- Francisco José Ayala
- Friedrich-Wilhelm Bach
- Werner Buckel
- Carl Djerassi
- Hans Grabowski
- David Griffiths
- Hermann Haken
- Walter Kaminsky
- Hans Kuhn
- Karl-Eugen Kurrer
- Paul Mandel
- Klaus Müllen
- George Andrew Olah
- Herbert Walter Roesky
- Markus Schwoerer
- Paul Söding
- Thomas Sonar
- Jens Timmer